# Vilmundar saga viðutan
Vilmundar saga viðutan (deutsch: Saga von Vilmund Weit-Außen) ist eine isländische Märchensaga, die vermutlich gegen Ende des 14. Jahrhunderts auf Island verfasst wurde. Es sind um die 50 Handschriften der Saga überliefert und sie wurde in mehreren Rímurzyklen verarbeitet. Wie die Ála flekks saga gehört die Vilmundar saga aufgrund des höfisch-ritterlichen Milieus am ehesten zu den originalen Riddarasögur, jedoch finden sich auch in dieser Erzählung häufig Verbindungen und Parallelen zu den Vorzeitsagas. Besonders an der Vilmundar saga ist, dass es sich beim Protagonisten um einen Bauernsohn handelt, der schließlich zum ritterlichen Helden wird. Hier zeigt sich wiederum eine Nähe zum kontinentaleuropäischen Perceval- bzw. Parzival-Stoff.

## Handlung
König Visivald herrscht mit seiner Frau über Holmgardreich. Er hat bereits einen ausgezeichneten Sohn, Hjarandi aus einer früheren Ehe, als die Königin zwei Mädchen zur Welt bringt. Eine Wahrsagerin prophezeit ihr, dass Gullbra einen Königssohn und Soley einen Bauernsohn heiraten werden. Der König lässt die tüchtige Soley von der Pflegemutter Silven aufziehen, während die schöne Gullbra im Königspalast aufwächst. Währenddessen unternimmt Hjarandi einen erfolgreichen Feldzug nach Irland und bringt den hässlichen Kol Kryppa als Sklave mit nach Hause. Da seine Schwester Gullbra inzwischen im heiratsfähigen Alter ist, schwört Hjarandi, seine Schwester keinem zur Frau zu geben, der ihm nicht ebenbürtig sei in den ritterlichen Tugenden. Dagegen ist König Visivald sofort bereit, seine Tochter Soley dem Sohn eines bösen Bauern zu geben. Soley bittet Kol Kryppa, für sie den Bauernsohn zu töten. Sie verspricht, sie werde dafür Kols Frau und er baut für sie beide eine Burg im Wald. Kol tötet den Bauernsohn heimtückisch im Schlaf. Inzwischen hat Soley aber die Rolle mit der Magd Öskubuska getauscht und letztere nimmt Kol mit sich in den Wald. Der König glaubt, Kol habe seine Tochter entführt und er spricht die Ächtung über ihn aus. Darauf beginnt Kol die Umgebung zu terrorisieren. 
Vilmund wächst bei seinen Eltern in einem abgelegenen Tal auf, bis er 20 Jahre alt ist. Eines Tages sucht er im Wald nach den Ziegen seines Vaters und findet dort neben einer Quelle auf einer sandigen Ebene einen goldenen Schuh. Er entdeckt weiterhin Fußspuren und folgt ihnen bis zu einem Felsen, in dem ein Fenster ist. Er sieht darin drei Frauen und hört, wie die alte Frau ihre Pflegetochter nach ihrem fehlenden Schuh fragt. Das Mädchen verspricht, sie würde den Mann heiraten, der ihr den Schuh zurückbringt. Einige Zeit später zieht Vilmund erneut aus, um nach der Ziege Gaefa zu suchen. Er verirrt sich und kommt zu einem bunten, glatt geschliffenen Berg – er weiß nicht was eine Burg ist – und verschafft sich dort Zugang zu Gullbras Festung. Am nächsten Tag nimmt Vilmund am Festmahl des Königs teil, wo man ihn für einen Narren hält. Als der König erfährt, dass der Fremde bei seiner Tochter geschlafen hat, soll er gegen den Wachmann Ruddi im Ringkampf antreten. Vilmund tötet Ruddi und muss danach im Wettkampf gegen Hjarandi antreten. Als Hjarandi ihn im Wettschwimmen nicht besiegen kann, lässt der König einen Eisbären auf Vilmund los. Dem gelingt es unter großer Mühe, den Bären zu töten und Hjarandi schwört Brüderschaft mit Vilmund.
Eines Tages landen 35 Schiffe im Holmgardreich. Der Königssohn Buris ist gekommen, um Gullbra zur Frau zu nehmen. Mit einem Heer tritt Hjarandi den Fremden entgegen, doch er wird in der Schlacht schwer verwundet. Da kommt ihm Vilmund mit zu Hilfe, tötet Buris und schlägt dessen Männer in die Flucht, die alle erschlagen werden. 
Als Hjarandi sich erholt hat, schickt der König ihn mit Vilmund in den Wald, um Kol zu vernichten. Den Schwurbrüdern gelingt es nach mehreren Kämpfen, den zauberkundigen Kol, seine Frau, seine Knechte und seine 50 wilden Schweine zu töten. Der König verbannt Vilmund, denn er glaubt, dieser habe Soley getötet. Wieder zurück bei seinen Eltern geht Vilmund wieder zum Felsen im Wald und hört dort, dass die Pflegetochter eigentlich Soley ist und dass ein neuer Freier um Gullbra wirbt. Vilmund kehrt in seine Burg im Wald zurück, während Hjarandi gegen den Königssohn Gudifrey antreten muss. Gudifrey erweist sich als ebenbürtig und die Hochzeit wird vorbereitet. 
Vilmund besucht wieder den Felsen und verlangt dieses Mal Einlass. Er gibt sich als Vilmund Vidutan erkennen und erinnert Soley an ihr Versprechen. Darauf bringt Vilmund sie an den Hof ihres Vaters zurück, versöhnt sich mit dem König und bekommt Soley zur Frau.